# Rudolf von Croÿ
Herzog Maximilian Ludwig Konstantin Rudolf von Croÿ-Dülmen (* 13. März 1823 in Dülmen; † 8. Februar 1902 in Cannes) war ein westfälischer Standesherr und spanischer Grande.

## Familie
Rudolf von Croÿ gehörte der zum Hochadel zählenden Familie der Croÿ an. Seine Eltern waren Alfred X. Herzog von Croÿ-Dülmen (1789–1861) und Eleonore zu Salm-Salm (1794–1871), Tochter des Fürsten Konstantin zu Salm-Salm (1762–1828). Er heiratete 1853 in erster Ehe Prinzessin Natalie de Ligne (1835–1863). Das Paar hatte fünf Kinder, darunter Isabella von Croÿ, Erzherzogin von Österreich-Teschen. Erbe wurde sein Sohn Karl von Croÿ. Natalie starb eine Woche nach der Geburt des fünften Kindes. Später heiratete Rudolf von Croÿ in zweiter Ehe Eleonore zu Salm-Salm (1842–1891), eine Nichte seiner Mutter. Diese Ehe war kinderlos.

## Leben
Rudolf von Croÿ war Ritter des Ordens vom Goldenen Vlies (österreichische Sektion) und Ehrenritter des Malteserordens. 1861 erbte er von seinem Vater die Standesherrschaft Dülmen und den umfangreichen Grund- und Industriebesitz. 1862 nahm er den erblichen Sitz der Familie im Preußischen Herrenhaus und im Provinziallandtag von Westfalen ein. Rudolf von Croÿ gehörte dem Herrenhaus bis zu seinem Tode an.
In seiner Residenz Dülmen ließ Rudolf von Croÿ den Schlossgarten durch den englischen Gartenbauer Edward Milner umgestalten und zahlreiche seltene Baumarten anpflanzen. Er setzte die Pferdezucht seines Vaters zum Erhalt des Dülmener Wildpferds fort.